# USS Essex (1799)
USS Essex − pierwszy okręt tej nazwy w US Navy − był 32-działową fregatą uczestniczącą zarówno w quasi-wojnie z Francją, jak i w I wojnie berberyjskiej oraz wojnie roku 1812. Brytyjczycy zdobyli okręt w roku 1814 i do 6 czerwca 1837 roku, kiedy to został sprzedany na aukcji, służył jako HMS Essex.

## Dzieje w US Navy
Fregata została zbudowana według projektu Williama Hacketta przez Enosa Briggsa w Salem w stanie Massachusetts kosztem 139 362 dolarów zebranych przez mieszkańców Salem i hrabstwa Essex. Okręt zwodowano 30 września 1799 roku, a 17 grudnia został wcielony do US Navy i oddany pod komendę komandora Edwarda Preble'a.
Gdy 6 stycznia 1800 roku Stany Zjednoczone wdały się w niepotrzebną wojnę morską z Francją, dowodzony przez Preble'a „Essex” opuścił Newport (Rhode Island) wespół z USS „Congress”, by dać osłonę konwojowi statków handlowych wracających z Batawii w Holenderskich Indiach Wschodnich. Krótko po rozpoczęciu tej podróży, „Essex”, jako pierwszy okręt w dziejach US Navy, przekroczył równik. Kilka dni wcześniej „Congress” stracił przypadkiem maszty, więc „Essex” musiał kontynuować podróż samotnie dokonując w marcu i sierpniu − ponownie jako pierwszy okręt amerykański − dwukrotnego opłynięcia Przylądka Dobrej Nadziei w ramach zadań konwojowych, które zakończył w listopadzie.

### I wojna berberyjska
Drugą misją, podczas której „Essexem” dowodził komandor William Bainbridge, był rejs na Morze Śródziemne w składzie eskadry komodora Richarda Dale'a. Eskadra, której zadaniem była obrona amerykańskich statków handlowych i ich załóg przed napaściami piratów berberyjskich, zawinęła 1 lipca 1801 roku do Gibraltaru i spędziła cały rok konwojując amerykańskie statki i blokując piratów w portach Trypolitanii. W roku 1802, po remoncie w Washington Navy Yard, „Essex” powrócił na Morze Śródziemne, gdzie do sierpnia 1804 roku służył pod dowództwem komandora Jamesa Barrona. 27 kwietnia 1805 roku uczestniczył w bitwie o Darnę i pozostawał na tych wodach aż do zawarcia traktatu pokojowego w roku 1806.
Po powrocie w lipcu do Washington Navy Yard odstawiony został do rezerwy i dopiero w lutym 1809 roku wrócił do służby patrolując od czasu do czasu amerykańskie wody; w tym czasie odbył też jeden rejs do Europy.

### Wojna z Brytyjczykami
Gdy 18 czerwca USA wypowiedziały wojnę Wielkiej Brytanii „Essex”, dowodzony przez komandora Davida Portera, odbywał rejs na południe. 11 lipca w pobliżu Bermudów napotkał siedem brytyjskich transportowców i − po nocnej wymianie ognia − wziął jeden z nich jako pryz. 13 sierpnia zaatakował i zdobył w walce slup HMS „Alert”. Do września, kiedy ostatecznie wrócił do Nowego Jorku, „Essex” zdobył siedem nieprzyjacielskich jednostek. Najmłodszym członkiem załogi „Essexa” był 10-letni kadet David Farragut, który w przyszłości miał zostać pierwszym admirałem US Navy. Farragut, adoptowany syn Portera, służył na pokładzie okrętu przez następne dwa lata i wraz z nim dostał się do niewoli.
Do stycznia 1813 roku „Essex” patrolował wody południowego Atlantyku, szczególnie wzdłuż wybrzeży Brazylii, a następnie dziesiątkując brytyjską flotę wielorybniczą na Pacyfiku. Po ciężkim rejsie, w czasie którego załoga ucierpiała z braku zaopatrzenia i potężnego sztormu podczas opływania Przylądka Horn, 14 marca okręt rzucił kotwicę na redzie portu Valparaíso w Chile (po drodze zdobył jeszcze dwa szkunery wielorybnicze: „Elizabeth” i „Nereydę”). W ciągu następnych pięciu miesięcy „Essex” przechwycił trzynaście brytyjskich jednostek wielorybniczych, a wśród nich slup „Atlantic” przemianowany na Essex Junior, który − pod dowództwem Johna Downesa − udał się na remont na wyspę Nuku Hiva.
W styczniu 1814 roku „Essex” powrócił na neutralne wody Valparaíso, gdzie przez sześć tygodni był blokowany przez brytyjską fregatę HMS „Phoebe” (36 dział), dowodzoną przez komandora Jamesa Hillyara, i slup HMS „Cherub” (18 dział). 28 marca Porter postanowił wyrwać się z pułapki i przebić na pełne morze, obawiał się bowiem, że Brytyjczycy dostaną posiłki. Przy złej pogodzie „Essex”, który właśnie wychodził z zatoki, stracił główny maszt i został zmuszony do przyjęcia bitwy w niekorzystnych dla siebie warunkach.
Przez 2,5 godziny „Essex”, uzbrojony prawie wyłącznie w karonady – o dużej sile ognia, ale niewielkim zasięgu, na co Porter kilkukrotnie zwracał uwagę kierownictwu US Navy – próbował odpowiadać na ogień dalekosiężnych brytyjskich dział. Na pokładzie okrętu dwukrotnie wybuchał pożar, skutkiem czego około pięćdziesięciu marynarzy wyskoczyło za burtę szukając ocalenia na brzegu, ale dotarło tam zaledwie szesnastu. Będąc w beznadziejnej sytuacji Porter postanowił się poddać. „Essex” stracił 58 zabitych i 31 zaginionych spośród 154 członków załogi. Brytyjczycy stracili 4 zabitych i 7 rannych na „Phoebe” oraz 1 zabitego i 3 rannych na „Cherubie”.

## Pod brytyjską banderą
Jako że „Essex” posiadał zaopatrzenie na sześć miesięcy i był zdolny do rejsu do Europy pod warunkiem, że nie dojdzie do „sytuacji alarmowej”, komandor Hillyar mianował dowódcą zdobytego okrętu porucznika Pearsona i wyznaczył rejs do Anglii, dokąd wszystkie trzy okręty dotarły w listopadzie. Admiralicja zdecydowała się okręt wyremontować i wcielić do Royal Navy jako HMS „Essex”.
Royal Navy początkowo przebudowała „Essexa” na okręt 42-działowy, jednak w lipcu 1819 roku był transportowcem dla wojska, a w latach 1823-1834 służył jako pływające więzienie w Kingston, w Irlandii. 6 czerwca 1837 roku został sprzedany na aukcji za 1230 funtów.
Podczas niedawnych (2005) prac renowacyjnych wschodniego pirsu starego portu w Dún Laoghaire odnaleziono kotwicę „Essexa”.